# European Bowl de corfbol 2009
L'European Bowl de corfbol 2009 va ser la competició de seleccions europees classificatòria pel Campionat d'Europa de corfbol 2010. La competició es va organitzar en dues divisions: l'Oest, a la Ciutat de Luxemburg i l'Est a Prievidza (Eslovàquia). Les tres millors seleccions de cada divisió van guanyar la classificació per la màxima competició europea.

## Divisió est
La divisió est es va disputar a Prievidza (Eslovàquia) entre el 31 d'octubre i l'1 de novembre i la va guanyar la selecció d'Eslovàquia. Els altres dos equips que van guanyar la classificació van ser Sèrbia i Turquia.

### Primera fase
| 31/10/09 | Eslovàquia | 11-10 | Turquia |
| 31/10/09 | Armènia    | 21-4  | Itàlia  |
| 31/10/09 | Eslovàquia | 20-6  | Itàlia  |
| 31/10/09 | Armènia    | 6-16  | Turquia |
| 31/10/09 | Eslovàquia | 20-7  | Armènia |
| 31/10/09 | Turquia    | 23-3  | Itàlia  |

| GRUP A     | Pts | J | G | P | PF | PC | DP  |
| ---------- | --- | - | - | - | -- | -- | --- |
| Eslovàquia | 9   | 3 | 3 | 0 | 51 | 23 | +28 |
| Turquia    | 6   | 3 | 2 | 1 | 49 | 20 | +29 |
| Armènia    | 3   | 3 | 1 | 2 | 34 | 40 | -6  |
| Itàlia     | 0   | 3 | 0 | 3 | 13 | 64 | -51 |

| 31/10/09 | Sèrbia  | 21-3 | Grècia  |
| 31/10/09 | Romania | 10-8 | Grècia  |
| 31/10/09 | Sèrbia  | 12-9 | Romania |

| GRUP B  | Pts | J | G | P | PF | PC | DP  |
| ------- | --- | - | - | - | -- | -- | --- |
| Sèrbia  | 6   | 2 | 2 | 0 | 33 | 12 | +21 |
| Romania | 3   | 2 | 1 | 1 | 19 | 20 | -1  |
| Grècia  | 0   | 2 | 0 | 2 | 11 | 31 | -20 |

### Fase final
5è-7è llocs
| 1/11/09 | Itàlia  | 1-12  | Grècia |
| 1/11/09 | Armènia | 17-10 | Grècia |

| * (Es té en compte el partit Armènia-Itàlia) |

Finals
|  | Semifinals    | Semifinals    |   |               | Final         | Final |
|  |               |               |   |               |               |       |
|  | 1 de novembre |               |   |               |               |       |
|  | Eslovàquia    | 11            |   |               |               |       |
|  | Romania       | 3             |   |               |               |       |
|  |               |               |   |               |               |       |
|  |               |               |   |               | 1 de novembre |       |
|  |               |               |   |               | Eslovàquia    | 10    |
|  |               | Sèrbia        | 7 |               |               |       |
|  |               |               |   |               |               |       |
|  |               |               |   |               |               |       |
|  |               |               |   |               | Tercer lloc   |       |
|  | 1 de novembre | 1 de novembre |   | 1 de novembre | 1 de novembre |       |
|  | Turquia       | 10            |   | Romania       | 9             |       |
|  | Sèrbia        | 13            |   |               | Turquia       | 11    |

### Classificació final de la divisió est
| Classificació final de la divisió est | Classificació final de la divisió est |
| ------------------------------------- | ------------------------------------- |
| 1                                     | Eslovàquia                            |
| 2                                     | Sèrbia                                |
| 3                                     | Turquia                               |
| 4                                     | Romania                               |
| 5                                     | Armènia                               |
| 6                                     | Grècia                                |
| 7                                     | Itàlia                                |

## Divisió oest
La divisió oest es va jugar a la Ciutat de Luxemburg els dies 7 i 8 de novembre, amb la victòria de la selecció de Gal·les. Escòcia i Irlanda també es van classificar per l'europeu.
| 7/11/09 | Luxemburg | 4-7   | Escòcia |
| 7/11/09 | Gal·les   | 11-5  | França  |
| 7/11/09 | Suècia    | 3-6   | Irlanda |
| 7/11/09 | Luxemburg | 6-9   | Gal·les |
| 7/11/09 | Suècia    | 8-20  | Escòcia |
| 7/11/09 | Irlanda   | 11-5  | França  |
| 7/11/09 | Luxemburg | 9-10  | Suècia  |
| 7/11/09 | Irlanda   | 3-8   | Gal·les |
| 7/11/09 | França    | 14-11 | Escòcia |
| 8/11/09 | Luxemburg | 3-12  | Irlanda |
| 8/11/09 | Suècia    | 11-7  | França  |
| 8/11/09 | Escòcia   | 5-18  | Gal·les |
| 8/11/09 | Luxemburg | 6-4   | França  |
| 8/11/09 | Escòcia   | 10-8  | Irlanda |
| 8/11/09 | Gal·les   | 12-6  | Suècia  |

|           | Pts | J | G | P | PF | PC | DP  |
| --------- | --- | - | - | - | -- | -- | --- |
| Gal·les   | 15  | 5 | 5 | 0 | 58 | 25 | +33 |
| Escòcia   | 9   | 5 | 3 | 2 | 53 | 52 | +1  |
| Irlanda   | 9   | 5 | 3 | 2 | 40 | 29 | +11 |
| Suècia    | 6   | 5 | 2 | 3 | 38 | 54 | -16 |
| Luxemburg | 3   | 5 | 1 | 4 | 28 | 42 | -14 |
| França    | 3   | 5 | 1 | 4 | 35 | 50 | -15 |

### Classificació final de la divisió oest
| Classificació final de la divisió oest | Classificació final de la divisió oest |
| -------------------------------------- | -------------------------------------- |
| 1                                      | Gal·les                                |
| 2                                      | Escòcia                                |
| 3                                      | Irlanda                                |
| 4                                      | Suècia                                 |
| 5                                      | Luxemburg                              |
| 6                                      | França                                 |